# Aire (álbum de La Franela)
Aire es el cuarto álbum de estudio del grupo musical de Argentina La Franela. Fue lanzado el 7 de julio de 2017, con 12 canciones y cuenta con la colaboración de otros artistas. Este álbum de estudio se destacó con las canciones «No fila» (2017) y «Linda» (2016).

## Fondo
Aire es el cuarto álbum de estudio del grupo musical La Franela, fue grabado y mezclado en el estudio Romaphonic por Edu Pereyra. Masterizado por Daniel Osorio en El Ángel Estudio Mastering. Producido por Oscar Righi y Edu Pereyra. El periodo de grabación del álbum empezó el 10 de octubre de 2016 y finalizó el 12 de abril de 2017. Fue lanzado oficialmente el 7 de julio de 2017, y fue presentado el 22 de julio en La Trastienda de forma habitual.

### Aire
El nombre del álbum "Aire" proviene de la octava canción del álbum de estudio, «Aire» (del mismo título) es una composición de José María de Diego quien se lo dedicó a su fallecida amiga, Flavia Cuellas, ella falleció junto a su esposo Gustavo Kupinski en un accidente automovilístico el 4 de enero de 2011.

## Elenco musical
Formación de La Franela
- Daniel Fernández: Voz y guitarra.
- José María de Diego: Voz y coros.
- Carlos Francisco Aguilar: Guitarra y coros.
- Lucas Emiliano Rocca: Bajo.
- Diego Hernán Módica: Batería y coros.
- Diego Martín Bosa: Guitarra, teclados y coros.
- Pablo Ignacio Ávila: Saxofón. (participó de las grabaciones hasta septiembre de 2016 y dejó La Franela).

Invitados
- Alejandro Pensa: Batería.[16]
- Germán Wiedemer: Sintetizador.
- Facundo Farías Gómez: Percusión.[17]
- Alejandro Gómez Ferraro: Trompeta y saxofón.[18]
- Romina Gaetani: Carolina Santos, Ana Paula Velásquez González, Tiziana Ayelén Redaelli, Rosnery González, Danilo Fernández y Karina Moscatelli: Coros en «Linda» (2016).

## Vídeo musical
| Vídeo musical   | Discográfica                                           | Reproducciones            |
| --------------- | ------------------------------------------------------ | ------------------------- |
| «Linda»         | Fecha: 11 de noviembre de 2016 • Sello: PopArt Discos  | 402 mil Video en YouTube. |
| «No fila»       | Fecha: 12 de septiembre de 2017 • Sello: PopArt Discos | 175 mil Video en YouTube. |
| «Como Una Flor» | Fecha: 17 de junio de 2018 • Sello: PopArt Discos      | 168 mil Video en YouTube. |

## Lista de canciones
| N.º   | Título                 | Escritor(es)                                   | Duración |  |
| 1.    | «Los que menos tienen» | Martín Bosa                                    | 4:20     |  |
| 2.    | «No fila»              | Daniel Fernández José María De Diego           | 4:07     |  |
| 3.    | «La serpiente»         | Daniel Fernández Oscar Righi                   | 4:02     |  |
| 4.    | «Como una flor»        | Daniel Fernández Francisco Aguilar Oscar Righi | 3:31     |  |
| 5.    | «1 a 1»                | Martín Bosa                                    | 3:03     |  |
| 6.    | «Espero»               | Martín Bosa                                    | 4:00     |  |
| 7.    | «De lealtad»           | Daniel Fernández Francisco Aguilar             | 3:47     |  |
| 8.    | «Aire»                 | Joselo de Diego                                | 4:16     |  |
| 9.    | «La vida»              | Daniel Fernández Francisco Aguilar             | 4:31     |  |
| 10.   | «Entre alas»           | Francisco Aguilar                              | 3:59     |  |
| 11.   | «Feos»                 | Daniel Fernández Francisco Aguilar Lucas Rocca | 3:19     |  |
| 12.   | «Linda»                | Daniel Fernández Francisco Aguilar             | 4:20     |  |
| 47:08 |                        |                                                |          |  |

| Créditos a | Detalle                                                              | Ref    |
| ---------- | -------------------------------------------------------------------- | ------ |
| Musixmatch | Letras de las canciones y sus Autores.                               | [ 20 ] |
| Discogs    | Discográficas, distribución, género musical y tiempo real del álbum. | [ 21 ] |